# Опатовска Нова Вес
Опатовска Нова Вес (словац. Opatovská Nová Ves) — село, громада округу Вельки Кртіш, Банськобистрицький край, центральна Словаччина, регіон Гонт. Кадастрова площа громади — 9,15 км². Протікає Чебовський потік.
Населення 685 осіб (станом на 31 грудня 2017 року).

## Історія
Опатовска Нова Вес вперше згадується в 1323 році.

## Населення
| Рік:            | 1994. | 2004.   | 2014.   | 2024.    |
| --------------- | ----- | ------- | ------- | -------- |
| Кількість осіб: | 646   | 634     | 697     | 626      |
| Різниця:        |       | -1,85 % | +9,93 % | -10,18 % |

| Рік:            | 2023. | 2024.   |
| --------------- | ----- | ------- |
| Кількість осіб: | 629   | 626     |
| Різниця:        |       | -0,47 % |